# 万弗里德
万弗里德（德語：Wanfried，發音：[ˈvanfʁiːt] ⓘ）是德国黑森州卡塞尔行政区威拉-迈斯讷县的城市，面积46.88平方千米，2023年12月31日人口为4,212人。